# کریستال (نیومکزیکو)
کریستال (به انگلیسی: Crystal) یک منطقهٔ مسکونی در ایالات متحده آمریکا است که در نیومکزیکو واقع شده‌است. کریستال ۱۱٫۴ کیلومتر مربع مساحت و ۳۱۱ نفر جمعیت دارد و ۲٬۲۹۳ متر بالاتر از سطح دریا واقع شده‌است.
کریستال در سال 1884 کشف شد.